# Herinneringsmedaille voor Deelnemers aan de Wereldoorlog (Oostenrijk)
De Herinneringsmedaille voor Deelnemers aan de Wereldoorlog (Duits: "Erinnerungsmedaille für Weltkriegsteilnehmer 1914 - 1918") was een onderscheiding van de Republiek Oostenrijk. Het Keizerrijk Oostenrijk en de Dubbelmonarchie Oostenrijk-Hongarije waren in november 1918 ten onder gegaan. Oostenrijk, het restant van de niet-Hongaarse delen van het keizerrijk, stichtte de medaille op 31 december 1932, vier jaar voor de nationaalsocialistische machtsovername en de anschluss van dat land bij het Duitse Rijk.
Alle veteranen van het leger kwamen voor de medaille in aanmerking, mits ze op 31 december 1932 Oostenrijker waren. Een groot deel van de veteranen was door de verdeling van het rijk van de Habsburgers inmiddels Tsjecho-Slowaak, Pool, Roemeen, Hongaar, Joegoslaaf of Italiaan geworden.
Van de medaille zijn twee uitvoeringen bekend, met en zonder de naam van de stempelsnijder. Op het driehoekig lint werd soms een paar gekruiste verguld zilveren zwaarden, in het Keizerrijk was dat het voorrecht van de gedecoreerde frontsoldaten, aangebracht.
In 1932 werd de Eerste Wereldoorlog meestal de "Grote Oorlog" of "De Wereldoorlog" genoemd. Na de Tweede Wereldoorlog kon men van "Eerste" en "Tweede" Wereldoorlog spreken.
De ronde medaille is in alle gevallen van brons. Op de voorzijde staat een adelaar met gespreide vleugels en het Wapen van Oostenrijk op de borst met daaronder de tekst "FÜR ÖSTERREICH". Op de keerzijde staan binnen een krans van lauwerbladeren de jaartallen "1914 - 1918".
Omdat de medaille ook aan vrouwen zoals voormalige verpleegsters aan het front werd toegekend zijn er ook medailles aan een strik bekend. Dames droegen de medaille aan een strik op de linkerschouder.

## Gedecoreerden
- Paul Bernaschek
- Otto Drescher
- Kurt von Liebenstein
- Alexander Löhr
- Erhard Raus
- Arthur Seyss-Inquart
- Herbert von Obwurzer